# Ignoratio elenchi
 Der er for få eller ingen kildehenvisninger i denne artikel, hvilket er et problem. Du kan hjælpe ved at angive troværdige kilder til de påstande, som fremføres i artiklen.

Ignoratio elenchi kommer fra latin og betyder fejlslutning ved udeladelse. Det kan henvise til ethvert argument, hvis præmisser er logisk uafhængige af dets konklusion og derfor medfører en fejlslutning.
Det er en af de fejslutninger som Aristoteles identificerer i Organon. I et bredere spektre mente han at alle fejlslutninger en er form for ignoratio elenchi. Han klassificerede ignoratio elenchi som uafhængig af sproget, selvom han samtidigt åbner muligheden for det modsatte (i engelsk oversættelse): "One might, with some violence, bring this fallacy into the group of fallacies dependent on language as well.".
Det forveksles nogle gange med stråmandsargumentet.